# Luciano Valente
Luciano Valente (Groningen, 4 oktober 2003) is een Nederland-Italiaanse  voetballer die speelt als middenvelder en uitkomt voor Feyenoord.

## Clubcarrière
Valente begon met voetballen bij GVAV-Rapiditas, waarna hij verhuisde naar de jeugdopleiding van FC Groningen. In 2021 tekende Valente zijn eerste profcontract. Op 14 augustus 2022 maakte hij zijn debuut in het eerste elftal tegen Ajax. Deze wedstrijd werd verloren met 6-1.
Op 8 september 2022 verlengde Valente zijn contract bij FC Groningen tot medio 2026 met een optie tot nog een jaar. Op 26 januari 2023 in de met 0-1 verloren thuiswedstrijd tegen SC Cambuur liep Valente een enkelblessure op waardoor hij langere tijd uit de roulatie was. Op 25 februari maakte hij zijn rentree in de met 3-0 gewonnen thuiswedstrijd tegen Excelsior Rotterdam. In juli 2024 brak FC Groningen het contract van Valente open en legde hem vast tot 2028.

### Feyenoord
Op 27 juni 2025 werd bekend dat FC Groningen en Feyenoord een akkoord hadden bereikt om Valente een overstap te laten maken naar Feyenoord.
Op 30 juni 2025 tekende Valente een contract bij Feyenoord tot medio 2029.

## Clubstatistieken
| Seizoen        | Club           | Competitie     | Competitie | Competitie | Beker | Beker | Int. | Int. | Overig | Overig | Totaal | Totaal |
| Seizoen        | Club           | Competitie     | Wed.       | Dlp.       | Wed.  | Dlp.  | Wed. | Dlp. | Wed.   | Dlp.   | Wed.   | Dlp.   |
| -------------- | -------------- | -------------- | ---------- | ---------- | ----- | ----- | ---- | ---- | ------ | ------ | ------ | ------ |
| 2022/23        | FC Groningen   | Eredivisie     | 20         | 0          | 2     | 0     | –    | –    | 0      | 0      | 22     | 0      |
| 2023/24        | FC Groningen   | Eerste divisie | 34         | 7          | 5     | 1     | –    | –    | 0      | 0      | 39     | 8      |
| 2024/25        | FC Groningen   | Eredivisie     | 32         | 2          | 1     | 0     | –    | –    | 0      | 0      | 33     | 2      |
| Clubtotaal     | Clubtotaal     | Clubtotaal     | 86         | 9          | 8     | 1     | 0    | 0    | 0      | 0      | 94     | 10     |
| 2025/26        | Feyenoord      | Eredivisie     | 0          | 0          | 0     | 0     | 1    | 0    | 0      | 0      | 1      | 0      |
| Clubtotaal     | Clubtotaal     | Clubtotaal     | 0          | 0          | 0     | 0     | 1    | 0    | 0      | 0      | 1      | 0      |
| Carrièretotaal | Carrièretotaal | Carrièretotaal | 86         | 9          | 8     | 1     | 1    | 0    | 0      | 0      | 95     | 10     |

Bijgewerkt t/m 7 augustus 2025.

## Interlandcarrière
Doordat zijn vader in Italië is geboren en zijn moeder in Nederland kan Valente kiezen voor zowel het Nederlandse als het Italiaanse nationale team. Valente maakte op 11 november 2021 zijn debuut voor Italië -19 en op 27 september 2022 zijn debuut voor Italië -20. 
Op 17 maart 2025 werd Valente voor het eerst opgeroepen voor de selectie van Jong Oranje. Op 21 maart maakte hij zijn debuut voor Nederland in een oefenwedstrijd tegen het Italiaans voetbalelftal onder 21. In mei 2025 werd hij, als vervanger van de geblesseerde Dirk Proper, definitief opgenomen in de selectie van Jong Oranje voor het Europees kampioenschap voetbal onder 21.